# 춘천 신매리 유적
춘천 신매리 유적(春川 新梅里 遺蹟)은 대한민국 강원특별자치도 춘천시 서면 신매리, 북한강 옆의 충적대지에 형성된 취락유적이다. 2007년 11월 14일 대한민국의 사적 제489호로 지정되었다.

## 개요
춘천신매리유적은 북한강 옆의 충적대지에 형성된 취락유적으로 1981년 국립중앙박물관이 청동기시대 주거지를 처음 발굴조사 한 이후 한림대학교박물관, 강원문화재연구소에 의한 지속적인 지표조사와 발굴조사를 통하여 신석기~삼국시대에 이르는 주거지와 무덤이 밀집 분포된 복합유적으로 확인된다.
특히 지난 1996년 신매대교 접속도로 개설을 위한 발굴조사에서 우리나라 청동기시대의 유적으로는 이른 시기에 속하는 주거지와 유물들이 확인되었을 뿐만 아니라 시기를 달리하는 주거지와 유물들이 출토되어 우리나라 동북지역과 한강유역을 연결하는 중요한 유적으로 확인되었다.

## 참고 자료
- 위키미디어 공용에 춘천 신매리 유적 관련 미디어 분류가 있습니다.
- 춘천 신매리 유적 - 국가유산청 국가유산포털